# گنبد آغچه‌ریش
گنبد آغچه‌ریش مربوط به سده‌های متاخر دوران‌های تاریخی پس از اسلام است و در شهرستان چاراویماق، بخش شادیان، دهستان چاراویماق شرقی، روستای آغچه‌ریش (مرکز بخش شادیان) واقع شده و این اثر در تاریخ ۱۸ اسفند ۱۳۸۷ با شمارهٔ ثبت ۲۵۱۸۶ به‌عنوان یکی از آثار ملی ایران به ثبت رسیده است.